# Kursy Doskonalenia Oficerów Piechoty
Kursy Doskonalenia Oficerów Piechoty (KDOPiech) – ośrodek doskonalenia oficerów piechoty Ludowego Wojska Polskiego.
20 sierpnia 1954 Minister Obrony Narodowej marszałek Polski Konstanty Rokossowski wydał rozkaz organizacyjny Nr 043/Org., w którym nakazał przenieść w terminie do 1 października 1954 Wyższą Szkołę Piechoty z etatu Nr 20/306 na etat Nr 20/335 Kursy Doskonalenia Oficerów Piechoty o stanie stałym 464 wojskowych i 96 pracowników kontraktowych oraz 300 oficerów-słuchaczy, w tym 100 na ewidencji KDOPiech, 150 na ewidencji jednostek wojskowych oraz 50 z Ministerstwa Bezpieczeństwa Publicznego. Pierwszym komendantem Kursów został pułkownik Mieczysław Mazur.  
Pod koniec września 1954 WSPiech została przeniesiona z Rembertowa do Mińska Mazowieckiego, gdzie przejęła budynki i mienie od Ośrodka Przeszkolenia Oficerów Politycznych.
W 1955 KDOPiech zostały przeformowane na nowy etat i przeniesione do Wesołej. Liczba słuchaczy została zmniejszona do 150, a kadra dydaktyczna znacznie zredukowana. Dwa lata później Kursy powróciły do Rembertowa i zostały włączone w strukturę Akademii Sztabu Generalnego. W tym okresie zmienił się profil szkolenia. Na kursach doskonalono oficerów mobilizacyjnych, personalnych, rezerwy, instruktorów wychowania fizycznego, a także podoficerów zawodowych.
W terminie do 31 grudnia 1962 KDOPiech zostały przeformowane w Ośrodek Szkolenia Oficerów Rezerwy.